# Heistse Berg

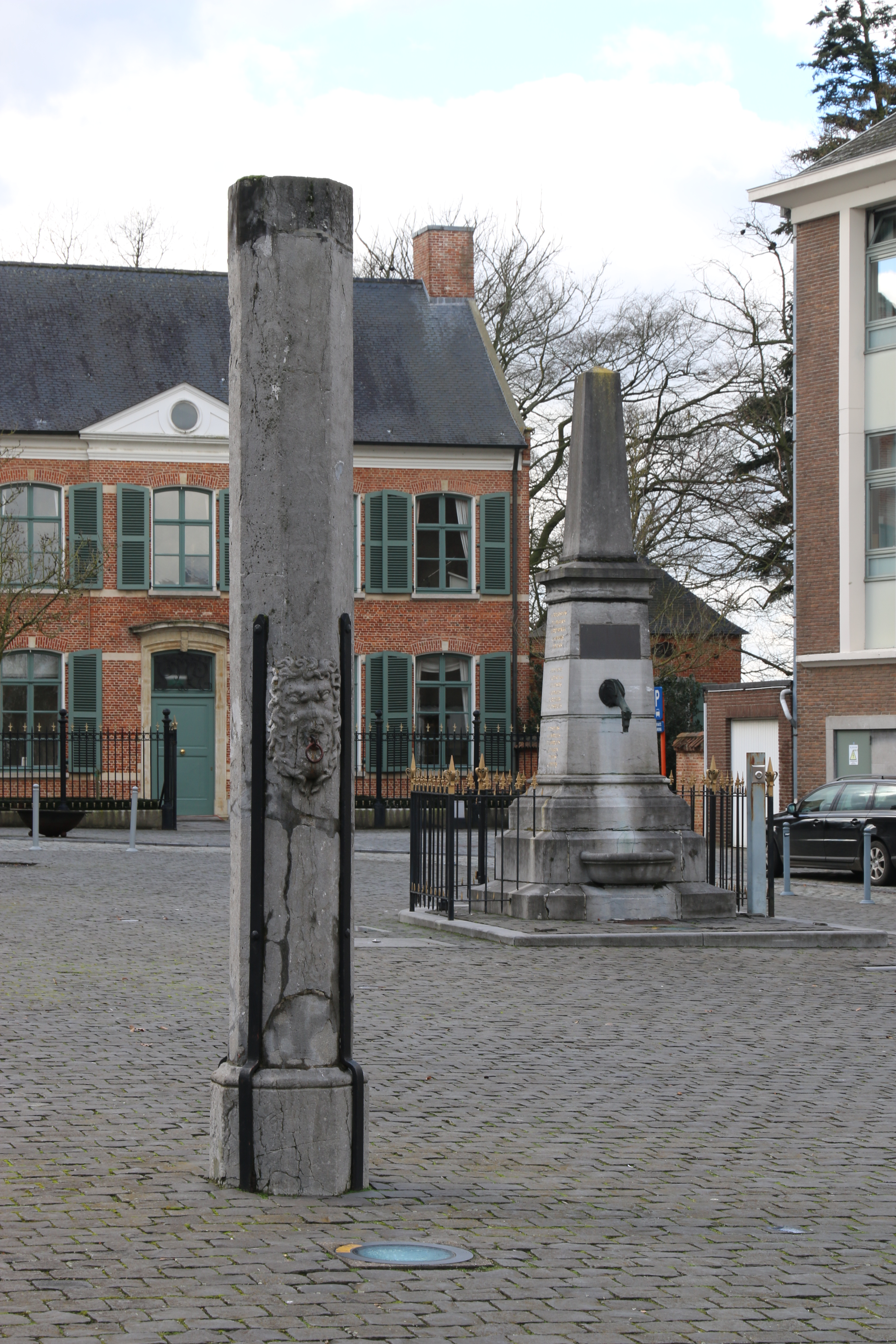
Kerkplein met schandpaal en pomp

De Heistse Berg is een getuigenheuvel die het dorpscentrum uitmaakt van de Antwerpse plaats Heist-op-den-Berg.
De heuvel is 45 meter hoog en daarmee het op één na hoogste punt van de provincie Antwerpen.
Bovenop de heuvel bevindt zich de Sint-Lambertuskerk, omringd door het Kerkplein. Op dit plein vindt men een pomp en de schandpaal. Er is een trap vanaf de Oude Godtstraat die de heuvel beklimt. Ook de straat Bergop genaamd biedt een betrekkelijk steile gang naar de top. Op de heuvel staan de belangrijkste gebouwen van de oude dorpskern.